# Karin Granberg
Karin Maria Olofsdotter Granberg, under en tid Carlsson, född 2 augusti 1905 i S:t Johannes församling i Stockholm, död 27 maj 1980 i Oscars församling i Stockholm, var en svensk skådespelare. 

## Biografi
Granberg var dotter till konsthistorikern Olof Granberg och Amalia, ogift Fröding, samt syster till skådespelaren Bengt-Olof Granberg.
Karin Granberg medverkade i ett tjugotal filmer mellan 1930 och 1952.
Hon var 1926–1929 gift med skådespelaren Carl Gottfrid Carlsson (1891–1958) och mor till barnskådespelarna Lars Granberg (1927–1985) och Lill-Olle Granberg (1928–1996), av vilka den senare under namnet Peter Granberg blev känd som programledare för Melodikrysset.
Hon är begravd i Granbergska familjegraven på Norra begravningsplatsen i Stockholm tillsammans med föräldrarna, en bror och en son.

## Filmografi
- 1930 – Ulla, min Ulla
- 1931 – Falska miljonären
- 1932 – Vi som går köksvägen
- 1932 – Lyckans gullgossar
- 1933 – Bomans pojke
- 1933 – Flickan från varuhuset
- 1933 – Hälsingar
- 1934 – Eva går ombord
- 1934 – Sången till henne
- 1934 – Karl Fredrik regerar
- 1934 – Fasters millioner
- 1934 – Atlantäventyret
- 1934 – En stilla flirt
- 1935 – Valborgsmässoafton
- 1935 – Ungdom av idag
- 1935 – Under falsk flagg
- 1935 – Äktenskapsleken
- 1935 – Kanske en gentleman
- 1936 – Samvetsömma Adolf
- 1937 – Familjen Andersson
- 1952 – Adolf i toppform

## Teater

### Roller (ej komplett)
| År   | Roll                   | Produktion                                                        | Regi             | Teater                  |
| ---- | ---------------------- | ----------------------------------------------------------------- | ---------------- | ----------------------- |
| 1927 | Eleanor Montgomery     | Guldgrävare Avery Hopwood                                         | Ernst Eklund     | Djurgårdsteatern        |
| 1927 | Emily Delahay          | Charleys tant Brandon Thomas                                      | Elis Ellis       | Djurgårdsteatern        |
| 1927 | Eva                    | Hans majestät får vänta Oscar Rydqvist                            | Einar Fröberg    | Komediteatern           |
| 1928 |                        | Indianer och vita Axel Berggren                                   | Albert Ståhl     | Komediteatern           |
| 1928 | Signora Ponza          | Alla ha rätt Luigi Pirandello                                     | Ernst Eklund     | Komediteatern           |
| 1928 | Jeanne                 | Den fångna Édouard Bourdet                                        | Ernst Eklund     | Komediteatern           |
| 1929 |                        | Passagerare byta tåg Oscar Rydqvist                               | Sandro Malmquist | Sandro Malmquist-turnén |
| 1931 |                        | Du skall säga nej August Brunius                                  | John W. Brunius  | Oscarsteatern           |
| 1932 | Jessie, Bettys väninna | Tjuvar och hedersmän Winchell Smith                               | Oscar Lund       | Folkteatern             |
| 1932 | Sue Blackburn Parker   | Boxare James Gleason och Richard Taber                            | Oscar Lund       | Folkteatern             |
| 1933 |                        | Fruns båda män Félix Gandéra och André Mouézy-Éon                 | Karin Swanström  | Turné                   |
| 1937 | Sue Blackburn Parker   | Ringdans, eller Kärlek i tungvikt James Gleason och Richard Taber |                  | Odeonteatern, Stockholm |